# Kanał Amsterdam–Ren
Kanał Amsterdam–Ren (nid. Amsterdam-Rijnkanaal) – kanał biegnący od Amsterdamu do Tiel, w prowincjach Holandia Północna, Utrecht i Geldria, w Holandii. Został wybudowany w latach 1931–1952, a jego długość wynosi 72 km.
Kanał rozpoczyna się na jeziorze IJ w Amsterdamie i biegnie na południowy wschód, mijając m.in. Weesp, Breukelen, Maarssen, Utrecht, Nieuwegein, Houten, Wijk bij Duurstede i Tiel, gdzie wpada do rzeki Waal. W okolicy Wijk bij Duurstede krzyżuje się z rzeką Lek.
Decyzję o budowie kanału podjęto w 1931 roku, jednak wielki kryzys, a następnie II wojna światowa spowolniły prace i oddanie go do użytku nastąpiło dopiero 21 maja 1952 roku. Północny odcinek kanału, od Amsterdamu do Utrechtu w dużej mierze wytyczono śladem istniejącego już wcześniej Merwedekanaal, którego koryto w trakcie prac pogłębiono i poszerzono. W ramach projektu wybudowano także kanał Lekkanaal (oddany do użytku w 1938 roku), 4-kilometrowe odgałęzienie kanału Amsterdam–Ren w Nieuwegein, łączące go w tym miejscu z rzeką Lek.